# Omar Alfanno
Omar Enrique Alfanno Velásquez (Santiago de Veraguas, 4 gennaio 1957) è un compositore, musicista e cantautore panamense.
L'agenzia di stampa britannica Reuters lo ha definito "uno dei principali cantautori di musica latina e artefice di innumerevoli successi. Ha prodotto oltre 300 canzoni eseguite da oltre 170 artisti.
Dal suo primo successo del 1988, con la registrazione del suo bramo El Gran Varon, interpretato da Willie Colón  nel 1988, Alfanno ha composto un successo dopo l'altro per artisti latini come Tony Vega, Luis Enrique, Melina Leon e Jerry Rivera. Le sue composizioni hanno inoltre giocato un ruolo importante nel successo iniziale di Gilberto Santa Rosa e Marc Anthony. Alfano ha recentemente costruito un nuovo studio e lanciato la società di produzione Dreams Factory nella sua casa di Miami.